# 孟加拉民族主义
孟加拉民族主义是一种专注于孟加拉人作为单一民族的民族主义，主张在拒绝其他语言和文化的强加的同时，推广自己的语言和文化。孟加拉人讲孟加拉语，主要居住在孟加拉国（东孟加拉）和印度的西孟加拉邦、特里普拉邦以及阿萨姆邦巴拉克山谷。孟加拉民族主义是孟加拉国宪法中的四项基本原则之一，是通过1971年解放战争推动孟加拉国独立的主要力量。孟加拉穆斯林占孟加拉国公民的多数（90%），也是印度阿萨姆邦（29%）和西孟加拉邦（27%）最大的少数群体，而孟加拉印度教徒在印度西孟加拉邦的印度公民中占多数（60%），在印度阿萨姆邦（28%）和贾坎德邦（8%）以及孟加拉国（8%）中是最大的少数群体。